# David Cañada
David Cañada (født 11. marts 1975, død 28. maj 2016) var en spansk professionel cykelrytter, som i slutningen af sin professionelle karriere cyklede for det professionelle cykelhold Fuji-Servetto.